# Wąsaczek białogardły
Wąsaczek białogardły (Pogoniulus bilineatus makawai) – podgatunek wąsaczka żółtorzytnego, małego ptaka z rodziny tukanowatych (Ramphastidae). Występuje endemicznie w Zambii. Ma status DD (Data Deficient, niedostatecznie rozpoznany).

## Taksonomia
Takson o niepewnym statusie taksonomicznym, znany tylko z holotypu. Część ujęć systematycznych traktuje go jako odrębny gatunek. Badania mitochondrialnego DNA wykazały, że takson ten raczej nie stanowi odrębnego gatunku, tylko podgatunek lub odmianę barwną wąsaczka żółtorzytnego (P. bilineatus).

## Opis holotypu
Holotyp zebrano 6 września 1964 roku, 4 mile (1 mila ≈ 1,609 km) od wioski Mayau, Rodezja Północna (dzisiejsza Zambia). Był to dorosły samiec w kondycji lęgowej (jądra o wymiarach 9×6,5 i 7×6 mm). Przetransportowany został do Muzeum Brytyjskiego i oznaczony numerem 1964. 33.1.
Skrzydło 56 mm, ogon 32 mm, skok 15 mm, dziób 13 mm. Czoło, wierzch głowy i ciała oraz skrzydła czarne z zielonkawym połyskiem. Kuper cytrynowożółty, sterówki żółto obrzeżone na zewnętrznych chorągiewkach, podobnie jak i lotki oraz pokrywy skrzydłowe. Pod pokrywami usznymi biegnie biały pas. Broda czarna, gardło i pierś kremowobiałe. Niższa część piersi oraz brzuch jasnożółte o cytrynowym odcieniu, w centrum brzucha czarna plamka. Tęczówka brązowa, dziób czarny (białawy u nasady), nogi i stopy białawomięsiste, pazury blade.

## Status zagrożenia
Ponieważ wąsaczek białogardły nie był widziany od czasu zebrania holotypu, otrzymał status gatunku niedostatecznie rozpoznanego (DD, Data Deficient). Preferuje zarośla roślin z rodzaju Cryptosepalum (bobowate), które są trudne do wycięcia dla lokalnej ludności, toteż jedynym potencjalnym zagrożeniem dla środowiska są pożary.